# Galava

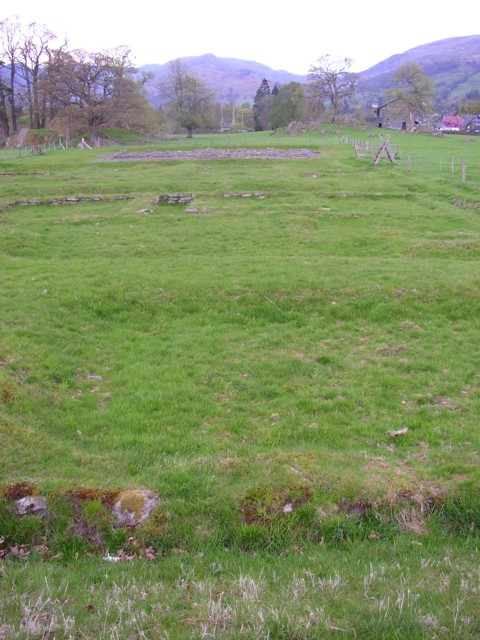
Les ruines du fort romain.

Galava, aussi appelé le fort romain d’Ambleside, est un ancien camp romain de la province de Britannia, situé aujourd'hui au nord du lac Windermere, dans le village britannique de Waterhead (en), non loin d'Ambleside, dans le comté anglais de Cumbria (anciennement, dans le Westmorland). Il date du Ier ou IIe siècle. Il gardait la route romaine entre Brocavum (à Brougham) et Glannoventa (à Ravenglass).
Le domaine de Borrans, où se situe le camp romain, fait aujourd’hui partie des propriétés de l'English Heritage et est géré par le National Trust.

## Historique
Un premier fort est établi à l'époque où Cnaeus Julius Agricola est gouverneur, autour de l’an 79. Il devait accueillir alors 200 unités. Il était placé en décalage par rapport aux ruines actuelles, et mesurait 91 m par 76 m. Ce premier fort a probablement été abandonné rapidement, dès 85.
Le fort dont on voit aujourd’hui les vestiges est construit en pierres au début du IIe siècle, à l'époque d'Hadrien. La stratification des tourelles laisse penser qu’il a été en partie détruit et reconstruit au cours des IIe et IIIe siècles[source insuffisante]. Il est prévu pour accueillir une cohorte (environ 600 hommes), et mesure 90 m sur 130 m.
Le site a été utilisé jusqu'au moins 365, date correspondant à la pièce la plus récente, à l'effigie de Valens, puis laissé à l'abandon. Les premières fouilles sont effectuées entre 1914 et 1920 sous la direction de Robin G. Collingwood.

## Description

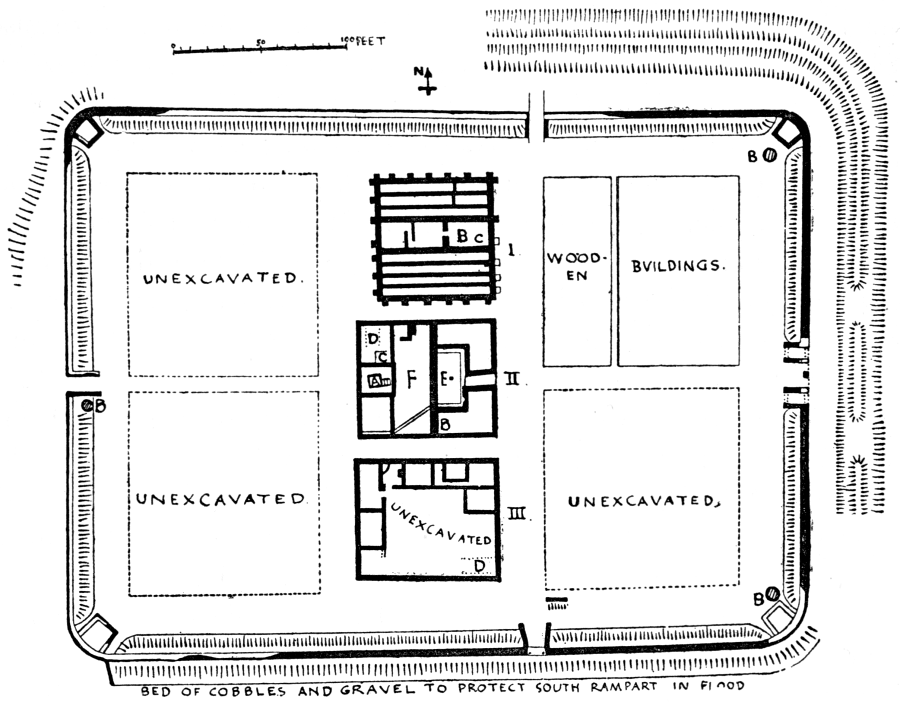
Plan des ruines, de 1914 (associé aux numérotations du texte)
----. Greniers ; II. Quartier général ; III. Maison du commandant ; A. Cave ; B. Hearth or Kiln; C. Stockage de maïs ; D. Traces d’un ancien fossé ; E. Cour extérieure ; F. Cour intérieure

Le fort était une enceinte rectangulaire d’environ 90 m sur 130 m. Autour courait un mur de pierres grossièrement taillées de 1,2 m d’épaisseur, entouré d’un fossé. Des tourelles étaient placées à ses coins.
Quatre portes y donnaient accès ; trois d’entre elles étaient simples et étroites, tandis que la porte orientale était double et flanquée de deux postes de garde. Comme habituellement dans les camps romains, les bâtiments des chefs se trouvaient en ligne à l’intérieur.
Le bloc noté I sur le plan est formé d’un couple de greniers de 20 m de long ; ils étaient séparés par un espace de 4,5 m dont on ne sait s’il était couvert, dans lequel se trouvaient un ou plusieurs fours (cf. B), et des restes de céréales (cf. C) laissent penser qu’il servait à sécher les grains. L’ensemble est organisé selon un plan habituel[évasif], avec des contreforts extérieurs, les murs du soutènement, des fenêtres de ventilation.

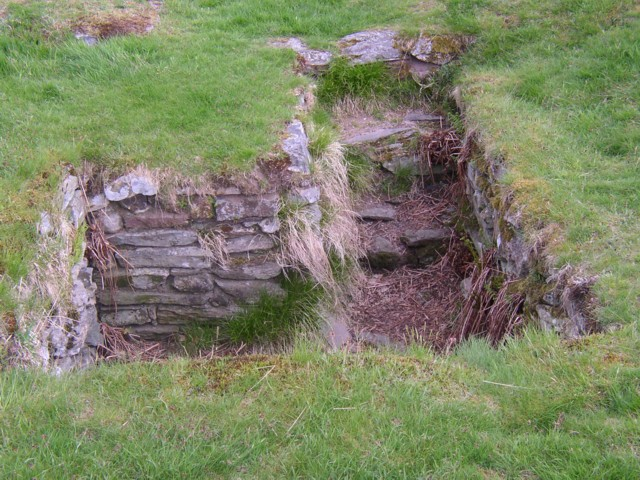
La salle enterrée, contenant peut-être les fonds de la cohorte.

Le bloc noté II est le prétoire (Principia ou Praetorium) ; sa structure mesure 20 m par 23 m. L’entrée était à l’est, et menait comme habituellement à deux cours (notées E et F). Le seconde (la F) a peut-être été couverte ; en son extrémité nord se trouvait cependant une pièce simple, comme au fort de Chesters, dont l’usage est inconnu, et qui s’accorde mal avec l’idée d’un toit.
Dans le bâtiment ouest, on trouve trois espaces, au lieu de cinq habituellement. L’espace central était le sacellum du fort, l’espace de culte de la garnison, avec les autels ; au point A se trouvait une salle enterrée (voir l’illustration), de 2 m de côté, dans laquelle on entrait par un escalier en pierre. De telles caves se sont trouvées aux forts de Chesters ou Aesica (en), et servaient probablement de chambres fortes pour les biens de la cohorte. Contrairement au fort de Chesters, la cave ne semble pas avoir été voûtée, et elle était peut-être couverte de bois. Dans la colonnade autour de la cour E se trouvent les ruines d’un foyer ou d’un four (point B).
Le bloc noté III, de 21 m par 24 m, que l’on supposerait selon l’habitude être la maison du commandant, était organisé comme des chambres autour d’un petit cloître. L’examen des casernes autour a montré qu’elles étaient en grande partie faites de bois.

## Objets
Une pierre tombale avec deux épitaphes a été trouvée dans le fort. La première est à la mémoire de Flavius Fuscinus, vétéran, simple soldat ayant vécu 55 ans (« D B M FLA FVSCINVS EME EX ORDI VISI AN LV ») ; la seconde à celle de Flavius Romanus, officier, ayant vécu 35 ans, « tué en service alors qu’il guettait l’ennemi » (« D B M FLA ROMANVS ACT VIXIT ANNI XXXV IN CAS INTE AB HOSTI »).
Seize pièces de monnaie ont été trouvées sur le site : une pièce en cuivre de Claudius, une en cuivre et une en or d’Hadrien, des pièces d’argent de Faustine la Jeune, Julia Domna, une ou plusieurs pièces de Valens. Trois ne peuvent être identifiées.
D’autres objets trouvés, parmi lesquels des céramiques d’autour de l’an 80 et d’après, une cuillère en argent, des objets de verre, de fer et de bronze, etc. sont présentés au musée d’Histoire naturelle et d’Archéologie de Kendal.

### Ouvrages
- (en) F. Haverfield, Roman Britain in 1914, Oxford, Oxford University Press, 1915 (lire en ligne), p. 10–12.
- (en) R. G. Collingwood, The Archaeology of Roman Britain, Londres, Methuen, 1930.
- (en) R. G. Collingwood et R. P. Wright, The Roman Inscriptions of Britain, Oxford, 1965.
- (en) David Shotter, Roman Coins from North-West England, Lancastre, 1990, p. 48–49.

### Informations externes
- (en) « Ambleside Roman Fort » sur le site de l’English Heritage. Consulté le 4 novembre 2010.
- (en) Kevan White, « Galava », roman-britain.org, 2010 (consulté le 4 novembre 2010).
- (en) « Galava Roman Fort » sur le site english-lakes.com[Note 2]. Consulté le 4 novembre 2010.
- (en) « Galava Roman Fort » sur le site visitcumbria.com[Note 2]. Consulté le 4 novembre 2010.
- Ressource relative à l'architecture :   - National Heritage List for England

### Sources